# PS/2

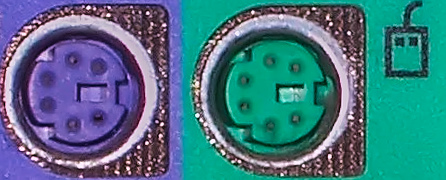
PS/2 csatlakozók, a lila a billentyűzeté, a zöld az egéré

A PS/2 port egy ma már elavultnak számító, hatlábas, a billentyűzet és az egér csatlakoztatására szolgáló számítógépes csatlakozó. Nevét az IBM PS/2 számítógépcsaládról kapta, amely először használta a csatlakozót. A PS/2 előtt megjelent számítógépeken RS-232 soros port (az egér számára), illetve az ötlábas DIN, úgynevezett AT csatlakozó (a billentyűzet számára) kapott az alaplapon helyet. Szerepét az USB csatlakozó vette át.